# Marek Ostrowski
Marek Ostrowski (22. listopadu 1959, Skrwilno – 6. března 2017, Stockerau) byl polský fotbalista, obránce. Zemřel 6. března 2017 ve věku 57 let na infarkt myokardu.

## Fotbalová kariéra
V polské nejvyšší soutěži hrál za týmy Zawisza Bydgoszcz a Pogoń Szczecin. Nastoupil ve 226 ligových utkáních a dal 40 gólů. V nižších soutěžích hrál i za týmy Wisła Płock a Stoczniowiec Gdańsk a v Rakousku za VfB Mödling a SV Stockerau. V kvalifikaci Poháru vítězů pohárů nastoupil v 1 utkání. V Poháru UEFA nastoupil ve 4 utkáních. Za polskou reprezentaci nastoupil v letech 1983–1987 ve 37 utkáních a dal 1 gól. Byl členem polské reprezentace na Mistrovství světa ve fotbale 1986, nastoupil ve 4 utkáních.

## Ligová bilance
| Ročník                 | Zápasy | Góly | Klub                |
| ---------------------- | ------ | ---- | ------------------- |
| 3. polská liga 1977/78 | -      | -    | Wisła Płock         |
| 2. polská liga 1978/79 | 28     | 2    | Stoczniowiec Gdańsk |
| Ekstraklasa 1979/80    | 15     | 0    | Zawisza Bydgoszcz   |
| Ekstraklasa 1980/81    | 30     | 0    | Zawisza Bydgoszcz   |
| 2. polská liga 1981/82 | 7      | 0    | Zawisza Bydgoszcz   |
| Ekstraklasa 1981/82    | 10     | 0    | Pogoń Szczecin      |
| Ekstraklasa 1982/83    | 24     | 2    | Pogoń Szczecin      |
| Ekstraklasa 1983/84    | 30     | 6    | Pogoń Szczecin      |
| Ekstraklasa 1984/85    | 29     | 0    | Pogoń Szczecin      |
| Ekstraklasa 1985/86    | 27     | 5    | Pogoń Szczecin      |
| Ekstraklasa 1986/87    | 25     | 5    | Pogoń Szczecin      |
| Ekstraklasa 1987/88    | 21     | 2    | Pogoń Szczecin      |
| Ekstraklasa 1988/89    | 15     | 4    | Pogoń Szczecin      |
| CELKEM Ekstraklasa     | 226    | 40   |                     |